# Батово (Чајниче)
Батово  је насељено мјесто у општини Чајниче, Република Српска, БиХ.

## Становништво
| Демографија | Демографија | Демографија |
| Година      | Становника  | Становника  |
| ----------- | ----------- | ----------- |
| 1961.       | 204         |             |
| 1971.       | 174         |             |
| 1981.       | 195         |             |
| 1991.       | 168         |             |